# 頓西卡 (別列佐夫卡區)
47°7′12″N 30°55′0″E / 47.12000°N 30.91667°E
頓斯凱（烏克蘭語：Донське）是位於烏克蘭西南部的村莊，由敖德萨州贝雷济夫卡区的貝雷濟夫卡市鎮負責管轄。該村始建於1910年，面積1.03平方公里，海拔高度34米，2001年人口124，人口密度每平方公里120.62人。